# Saint-Senoch
Saint-Senoch – miejscowość i gmina we Francji, w Regionie Centralnym, w departamencie Indre i Loara.
Według danych na rok 1990 gminę zamieszkiwało 419 osób, a gęstość zaludnienia wynosiła 17 osób/km² (wśród 1842 gmin Regionu Centralnego Saint-Senoch plasuje się na 744. miejscu pod względem liczby ludności, natomiast pod względem powierzchni na miejscu 504.).